# Walterella eudesmia
Walterella eudesmia är en fjärilsart som beskrevs av Dyar 1921. Walterella eudesmia ingår i släktet Walterella och familjen nattflyn. Inga underarter finns listade i Catalogue of Life.